# Paola Patrón
Paola Patrón (* 4. Oktober 1967) ist eine ehemalige uruguayische Leichtathletin.

## Karriere
Patrón war in den Laufwettbewerben auf den Mittel- und Langstrecken aktiv. Sie nahm mit dem Team Uruguays an den Südamerikaspielen 1982 in Argentinien teil. Dort wurde sie jeweils Siebte im 1500-Meter-Lauf und auf der 3000-Meter-Strecke. Über 3000 Meter stellte sie dabei einen neuen Uruguayischen Rekord auf. Bei den Leichtathletik-Juniorensüdamerikameisterschaften 1985 in Santa Fe verbesserte sie am 24. November 1985 den uruguayischen U20-Landesrekord auf der 3000-Meter-Distanz auf die heute (Stand: 15. Juni 2015) noch gültige Marke von 9:59,04 min. Abermals gehörte sie dem uruguayischen Aufgebot bei den Südamerikaspielen 1986 in Chile an. In den Medaillenrängen konnte sie sich allerdings nicht platzieren.

## Persönliche Bestleistungen
- 1500 Meter: 4:39,90 min, 22. November 1985, Santa Fe
- 3000 Meter: 9:59,04 min, 24. November 1985, Santa Fe
- 5000 Meter: 18:02,8 min, 6. September 1986, Santa Fe
- 10.000 Meter: 37:38,4 min, 3. September 1988
- Marathon: 3:13:90 h, 12. Oktober 1986[1]